# College Hill (Providence)
College Hill es un barrio histórico de la ciudad de Providence, la capital del estado de Rhode Island (Estados Unidos), y uno de los seis barrios que componen el East Side de la ciudad. Está delimitado aproximadamente por South y North Main Street al oeste, Power Street al sur, Governor Street y Arlington Avenue al este y Olney Street al norte. El área comercial principal del vecindario se extiende a lo largo de Thayer Street, una franja frecuentada por estudiantes.
College Hill es el vecindario más próspero de Providence, con un ingreso familiar promedio de casi tres veces el de toda la ciudad.
Partes de College Hill están designadas como distritos históricos locales y nacionales por su arquitectura residencial histórica. En 2011, la American Planning Association designó al vecindario como uno de los «Grandes lugares de Estados Unidos».

## Nombre
El topónimo "College Hill" ha estado en uso desde al menos 1788. El nombre hace referencia a la topografía del vecindario y a numerosas instituciones de educación superior: la Universidad Brown, la Escuela de Diseño de Rhode Island, la Universidad de Pembroke y la Universidad Bryant, que se mudó desde entonces.
Antes de la reubicación de la Universidad Brown en Providence en 1770, el área se conocía como Prospect Hill.

## Historia
Los pueblos indígenas wampanoag y narraganset habitaban la región antes de la llegada de los colonos ingleses.

### Asentamiento

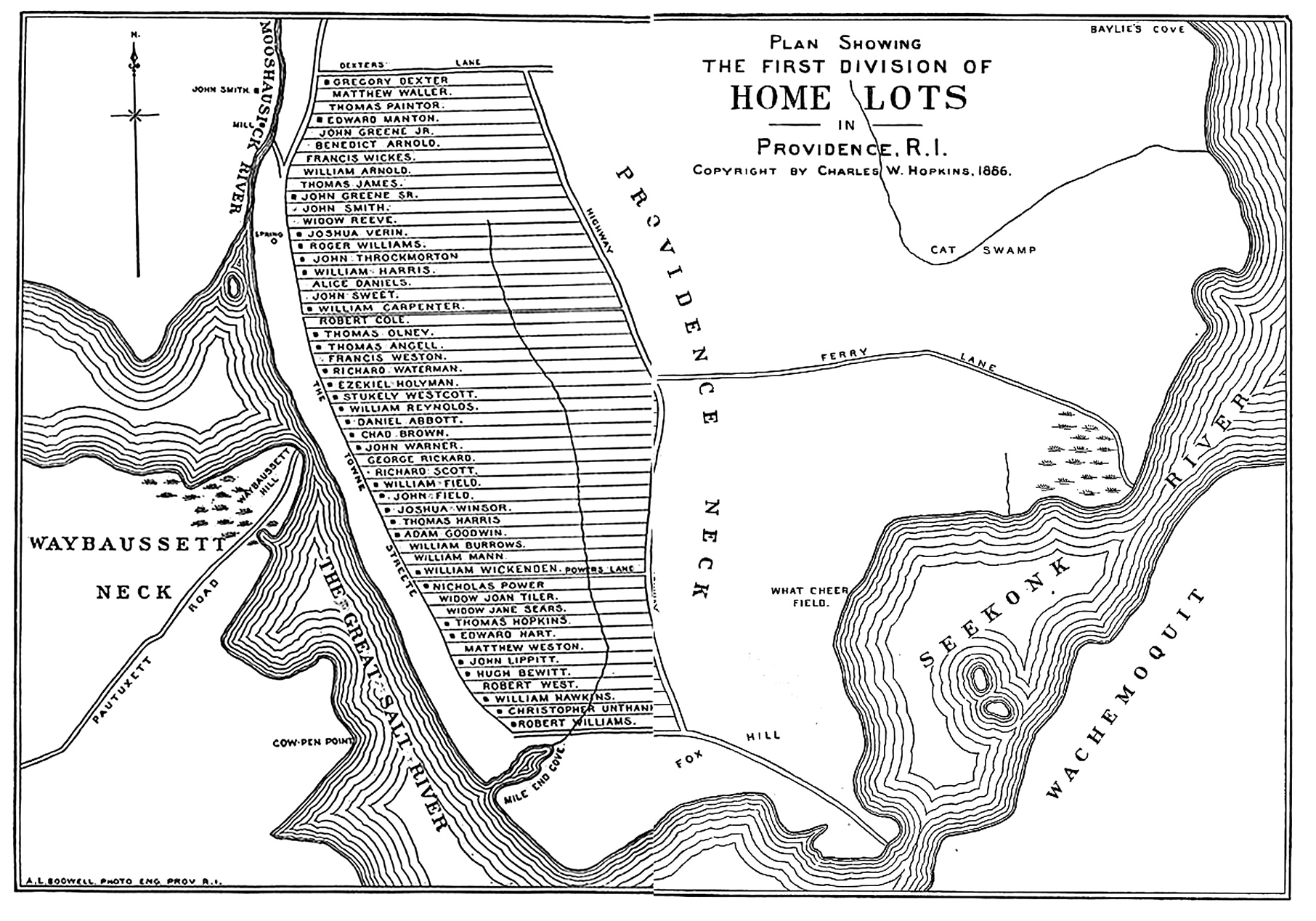
Diseño de la ciudad temprana de Providence. Las parcelas se concentran en el área ahora conocida como College Hill.

En 1635, el disidente religioso Roger Williams estableció el asentamiento de Providence Plantations cerca de la confluencia de los ríos Moshassuck y Woonasquatucket. Para 1644, este asentamiento había echado raíces alrededor de un manantial natural en la base de lo que ahora es College Hill. En 1638, los colonos adjudicaron lotes de vivienda. Aproximadamente seis acres cada uno, estos estrechos tramos se extendían desde Towne Street (ahora Main Street) hasta Hope Street, cayendo en gran parte dentro de los límites de la moderna College Hill. Back Street, originalmente una serie de caminos paralelos a Towne y Hope, se convirtió en lo que ahora es Benefit Street.

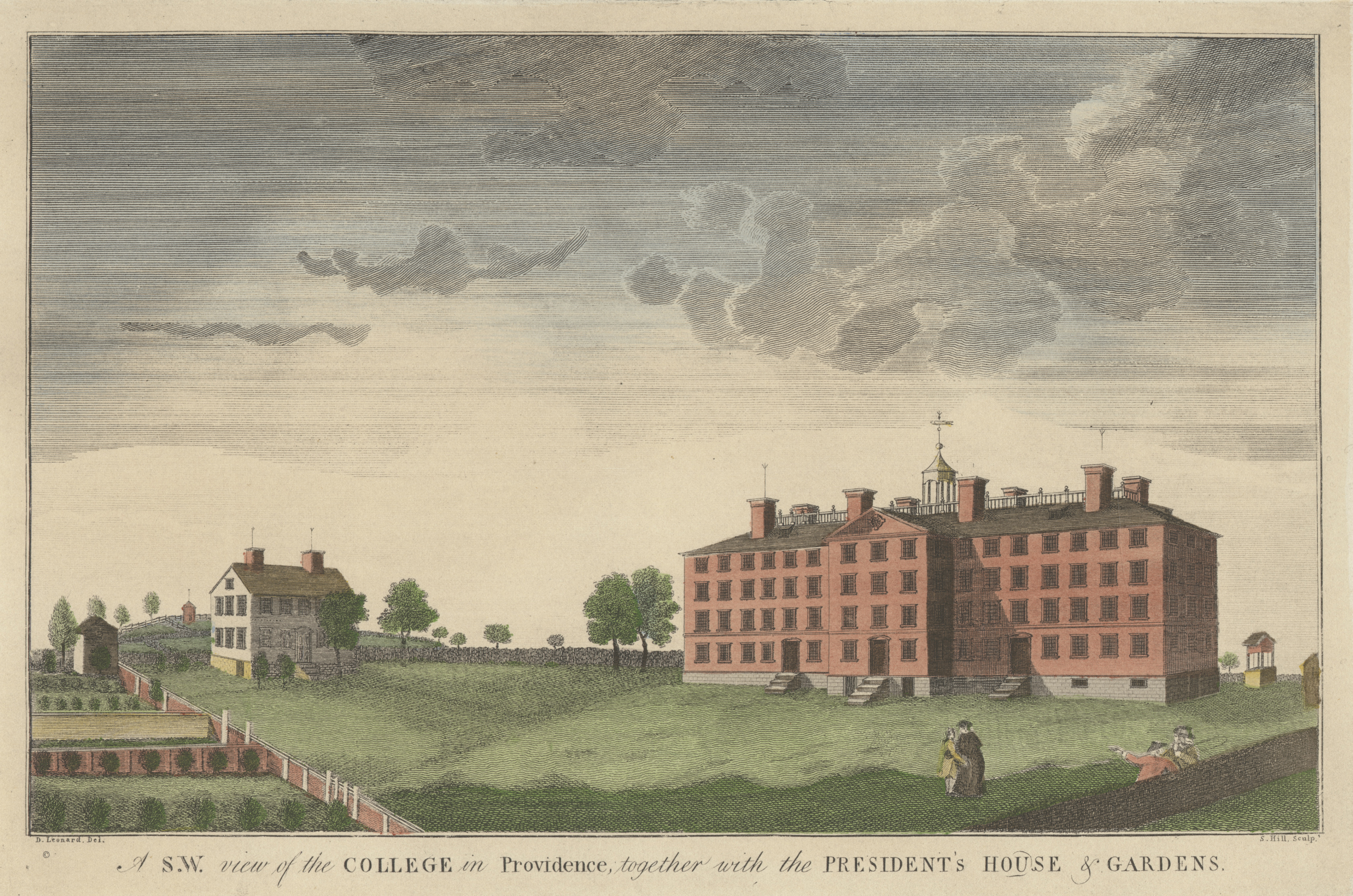
Este grabado de 1795 es la primera imagen conocida de University Hall, construido entre 1770 y 1771, uno de los siete edificios universitarios estadounidenses supervivientes que datan del período colonial.

En 1770, la universidad que se convirtió en la Universidad Brown se mudó a College Hill y estableció su campus en un terreno comprado por Moses Brown y John Brown.
En la época de la Revolución de las Trece Colonias, el pie de la colina estaba densamente poblado y contaba con muelles, almacenes, tiendas, edificios públicos y casas residenciales. En Benefit Street había varios hoteles, como el Golden Ball Inn, que recibió a invitados destacados como George Washington, Thomas Jefferson y el Marqués de La Fayette.

### sigloXIX
En el siglo XIX, el comercio de metales preciosos y joyas generó muchos negocios en North Main Street.
En 1893, la Escuela de Diseño de Rhode Island (RISD) se mudó de un espacio alquilado en Downtown Providence a su sede actual, en la base de College Hill. Más de un siglo después, la escuela se expandiría mediante la reubicación de su biblioteca principal, dormitorios de estudiantes universitarios y estudios de posgrado en edificios del centro. : 21 

### sigloXX
En 1935, Bryant College of Business Administration se mudó del centro de Providence a College Hill.
A partir de 1922, la Universidad Brown comenzó a expandir sus propiedades como un intento de aumentar las viviendas en el campus para su creciente cuerpo estudiantil. Estos esfuerzos culminaron en la construcción de 1949-1957 de Keeney y Wriston Quadrangles, que involucró la demolición de 59 casas históricas.

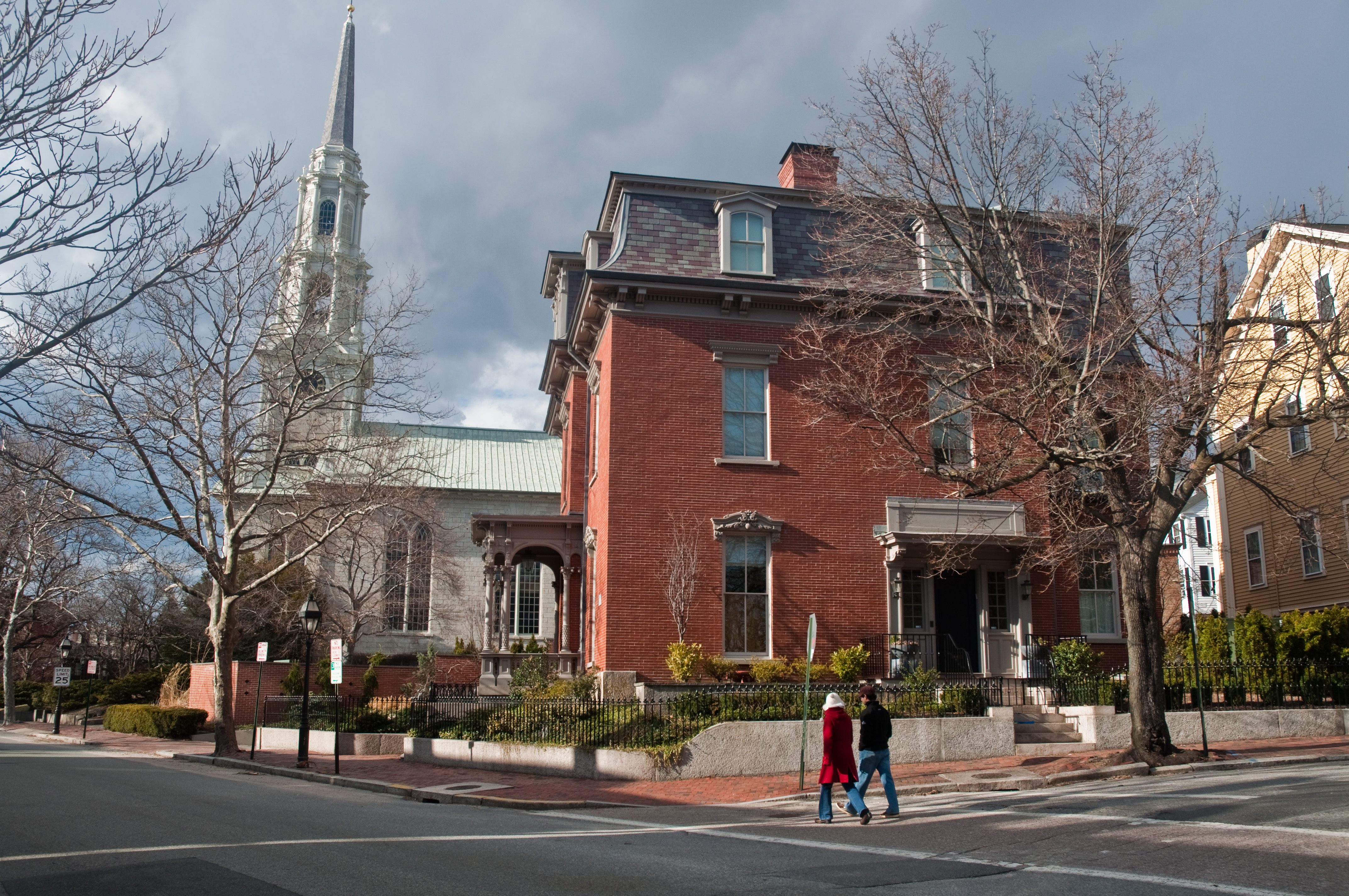
La casa de Susan y William Houston (1867) y la Primera Iglesia Unitaria (1816) en Benefit Street

A mediados del siglo XX, el área más cercana a la costa y Statehouse se convirtió en un vecindario de clase trabajadora. Las casas subdivididas habitadas por estas comunidades de bajos ingresos se convirtieron en objetivos de demolición en el marco de uno de los proyectos de renovación urbana propuestos por la ciudad, impulsado por los fondos de limpieza de barrios marginales garantizados por la Ley de Vivienda de 1949.
La expansión de Brown, junto con las propuestas de renovación urbana, catalizaron el establecimiento de organizaciones conservacionistas locales que buscaban mantener el dominio de las estructuras históricas en el vecindario. A mediados de la década de 1950, la recién fundada Providence Preservation Society (PPS) y la Ciudad de Providence solicitaron juntos 50 000 dólares en fondos para investigación y renovación del Departamento de Vivienda y Desarrollo Urbano. Esta subvención financió el desarrollo de un estudio y un plan titulado College Hill: un estudio de demostración de la renovación del área histórica. Publicado en 1959, el informe recomendaba el uso de inversiones tanto públicas como privadas para restaurar y rehistorizar la calle North Benefit con el objetivo de aumentar el valor de las propiedades. Los esfuerzos de preservación posteriores encabezados por el PPS rehabilitaron edificios existentes, demolieron estructuras decrépitas y reubicaron casas históricas de otras partes de Providence en el área.
Este proceso, aunque elogiado como una victoria para la preservación histórica, resultó directamente en la gentrificación del área, desplazando a las comunidades afroamericanas y caboverdianas de clase trabajadora del vecindario. Estos esfuerzos también resultaron en la conversión del área anteriormente de uso mixto que rodeaba Benefit Street a un vecindario casi puramente residencial.

## Arquitectura

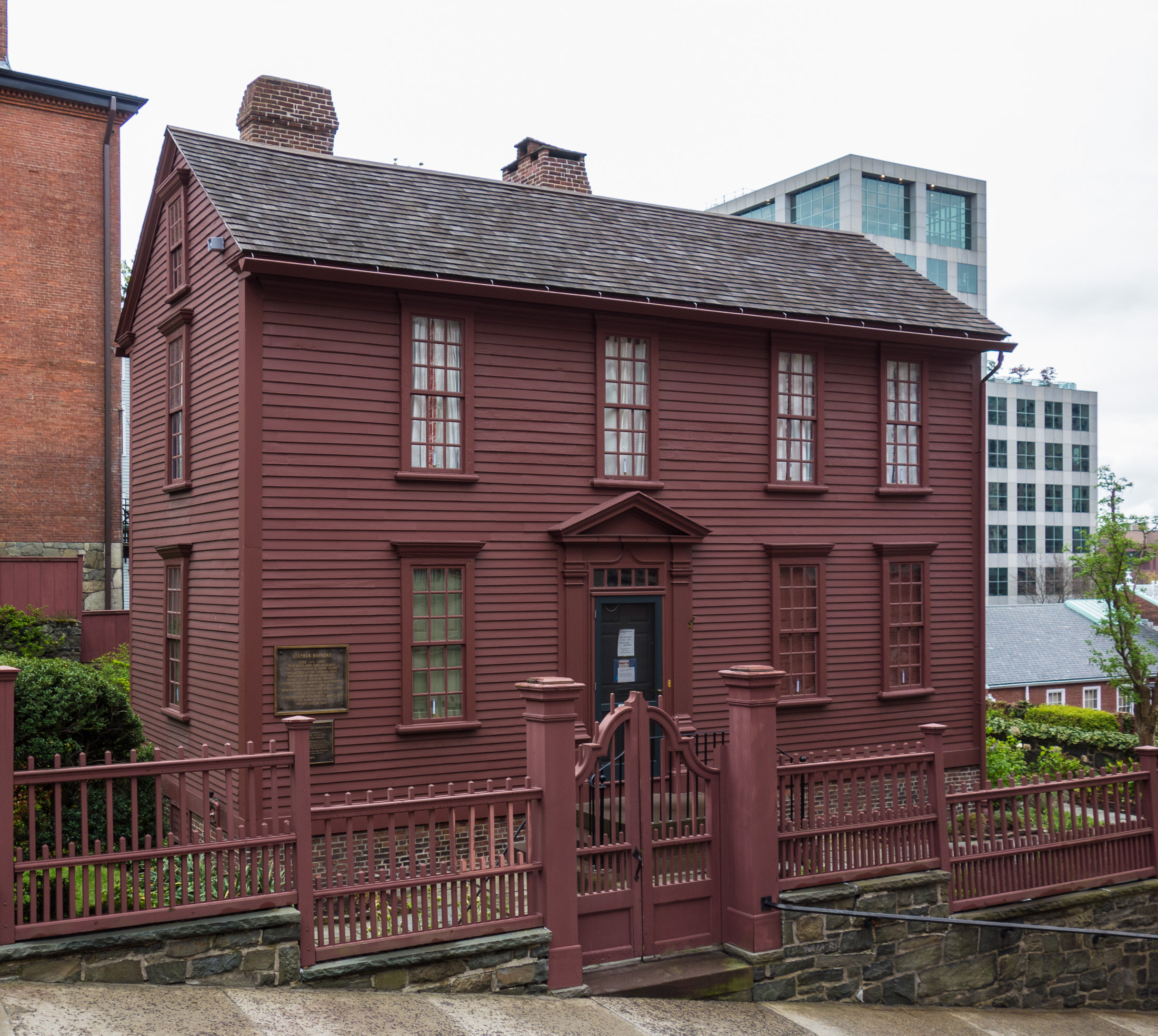
La casa del gobernador Stephen Hopkins, construida en 1707, es la casa más antigua que existe en Providence.

College Hill cuenta con estilos arquitectónicos desde el siglo XVIII en adelante, incluidas residencias y estructuras institucionales.
Como núcleo colonial de Providence, el vecindario contiene varias de las estructuras más antiguas de la ciudad. Entre estos se encuentran la Casa del gobernador Stephen Hopkins (1707), la Casa Benjamin Cushing Sr (c. 1737), la Casa Jabez Bowen (1739) y la Casa de John Corliss (1746).
College Hill es particularmente conocido por sus mansiones de los siglos XVIII y XIX, muchas de las cuales están situadas en Benefit Street o cerca de ella. Entre estas residencias se encuentran Casa de John Brown (1786), casa Nightingale-Brown House (1792), Casa de Edward Dexter (1795) y Casa de Thomas P. Ives (1803), Casa Corliss-Carrington (1812), Casa de Thomas F. Hoppin (1853) y la casa del gobernador Henry Lippitt (1865).

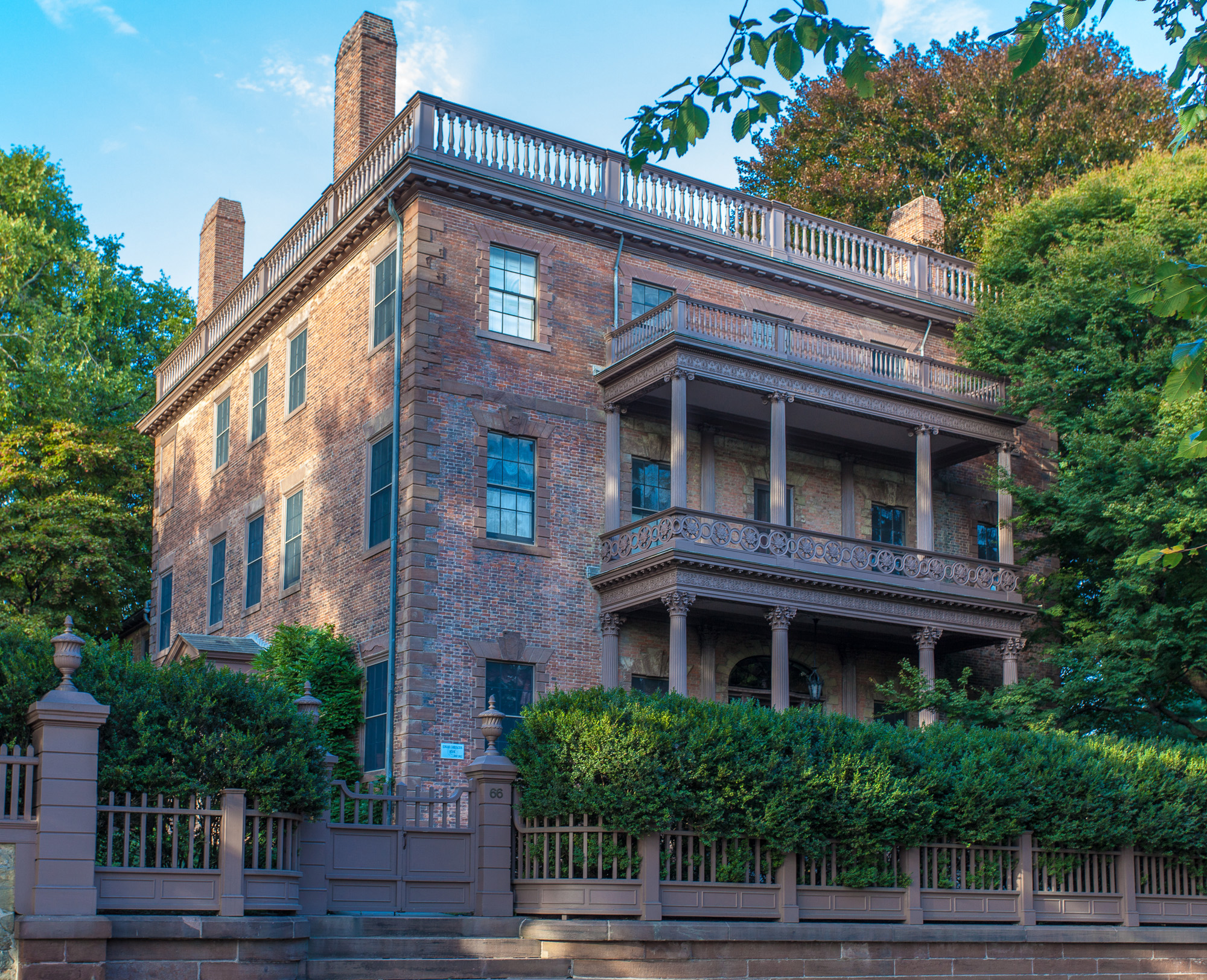
Casa Corliss-Carrington (1812)
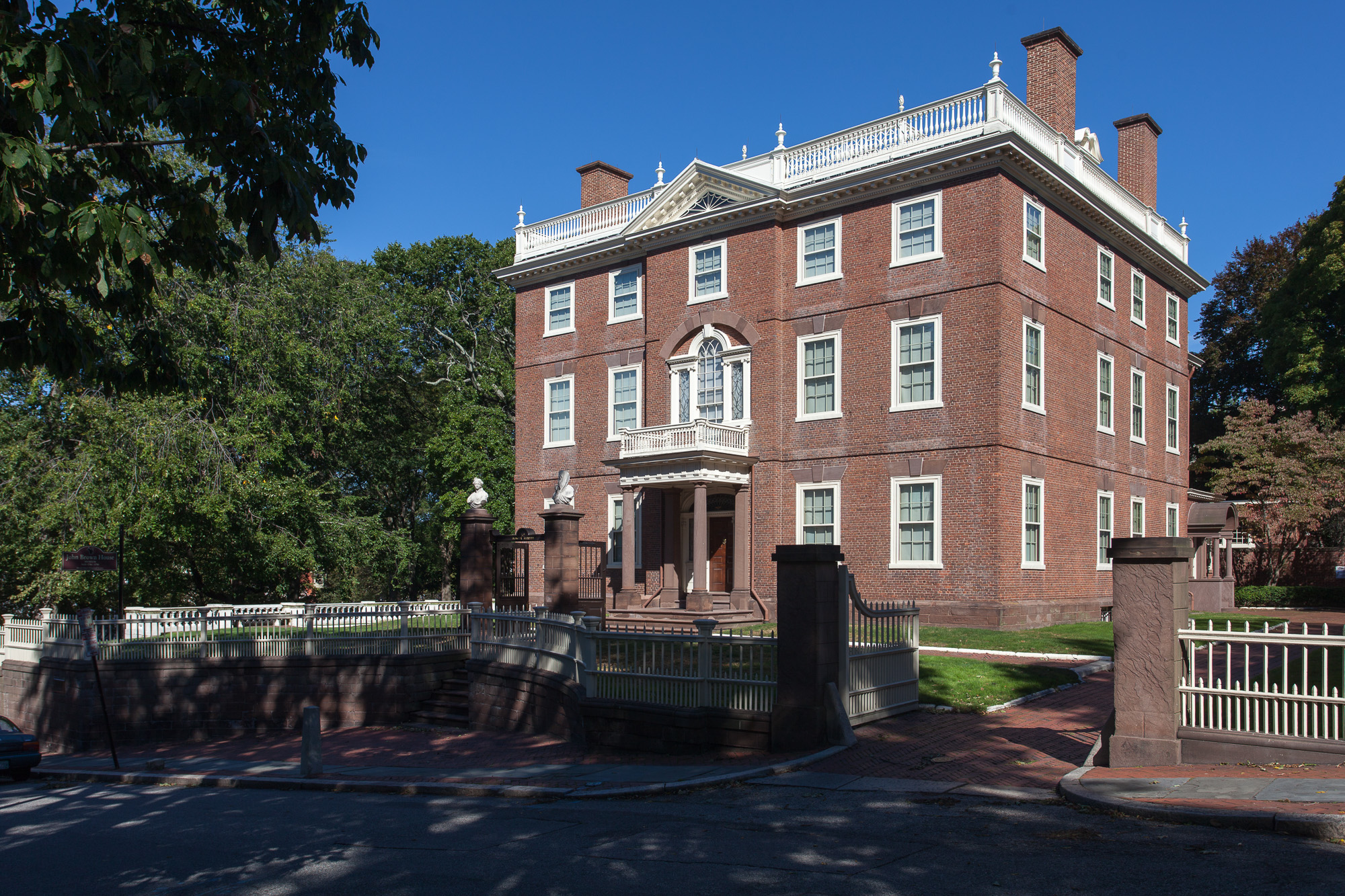
Casa de John Brown (1786)
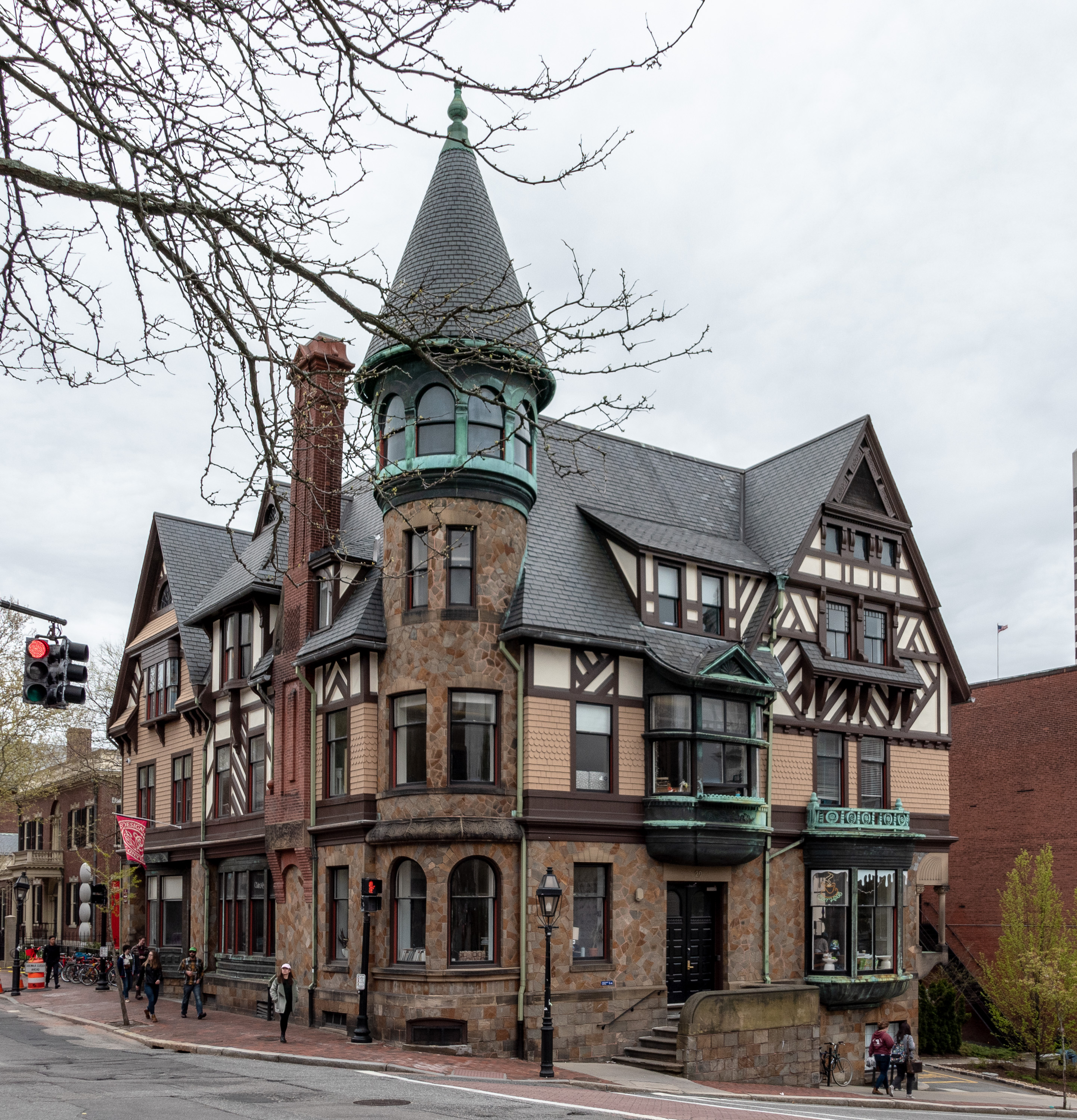
Casa del dr. George W. Carr (1885)
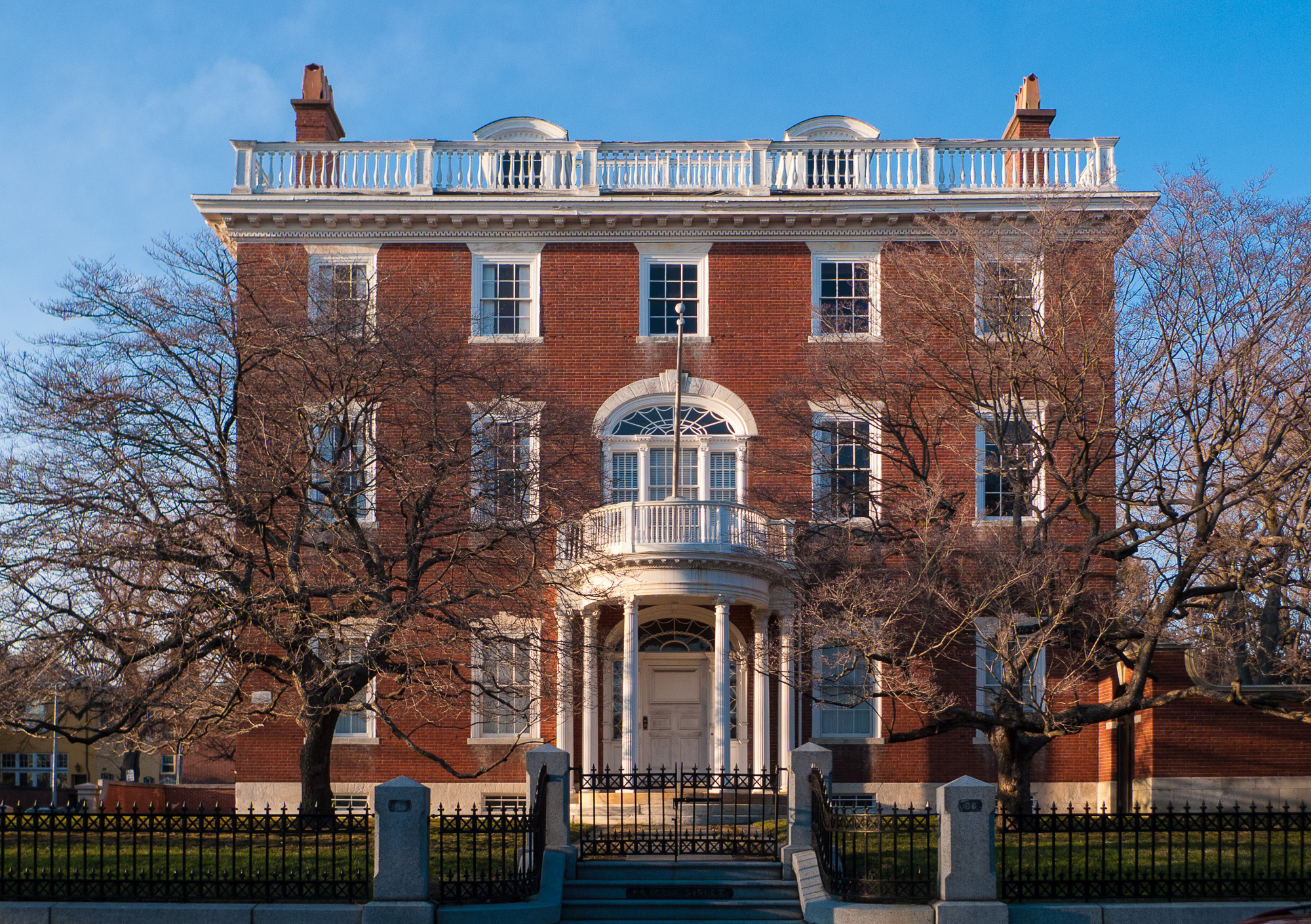
La casa de Thomas P. Ives (1803)
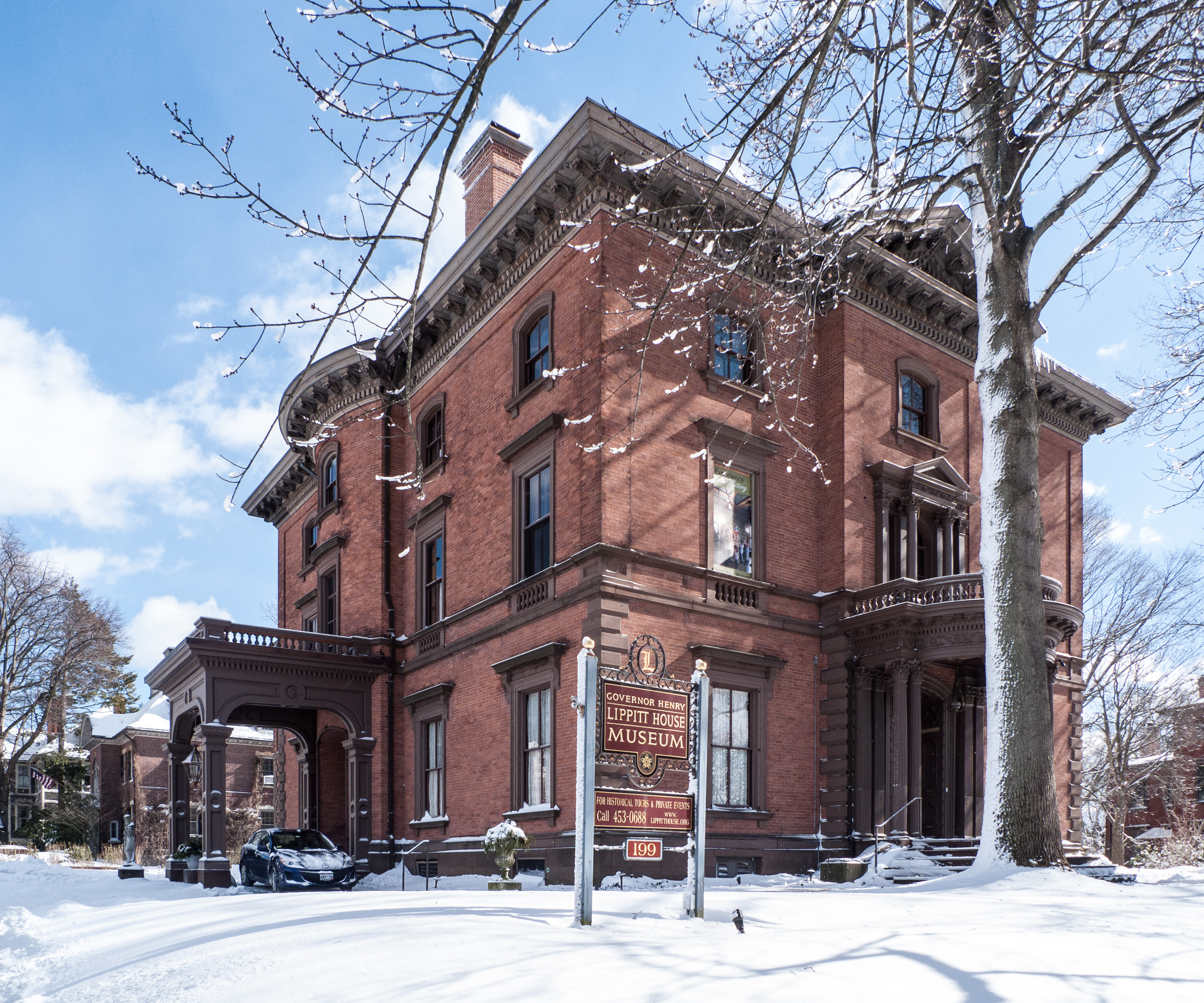
Casa del gobernador Henry Lippitt (1862)

Otras estructuras notables incluyen Fleur-de-lys Studios, Providence Athenaeum, Antigua Casa del Estado, y Brick Schoolhouse.
Como el área alberga una de las mejores colecciones cohesivas de arquitectura restaurada de los siglos XVIII y XIX en los Estados Unidos, el vecindario de College Hill experimenta una infraestructura significativa y reinversión en la construcción en comparación con otras regiones a lo largo del estado.

## Gobierno

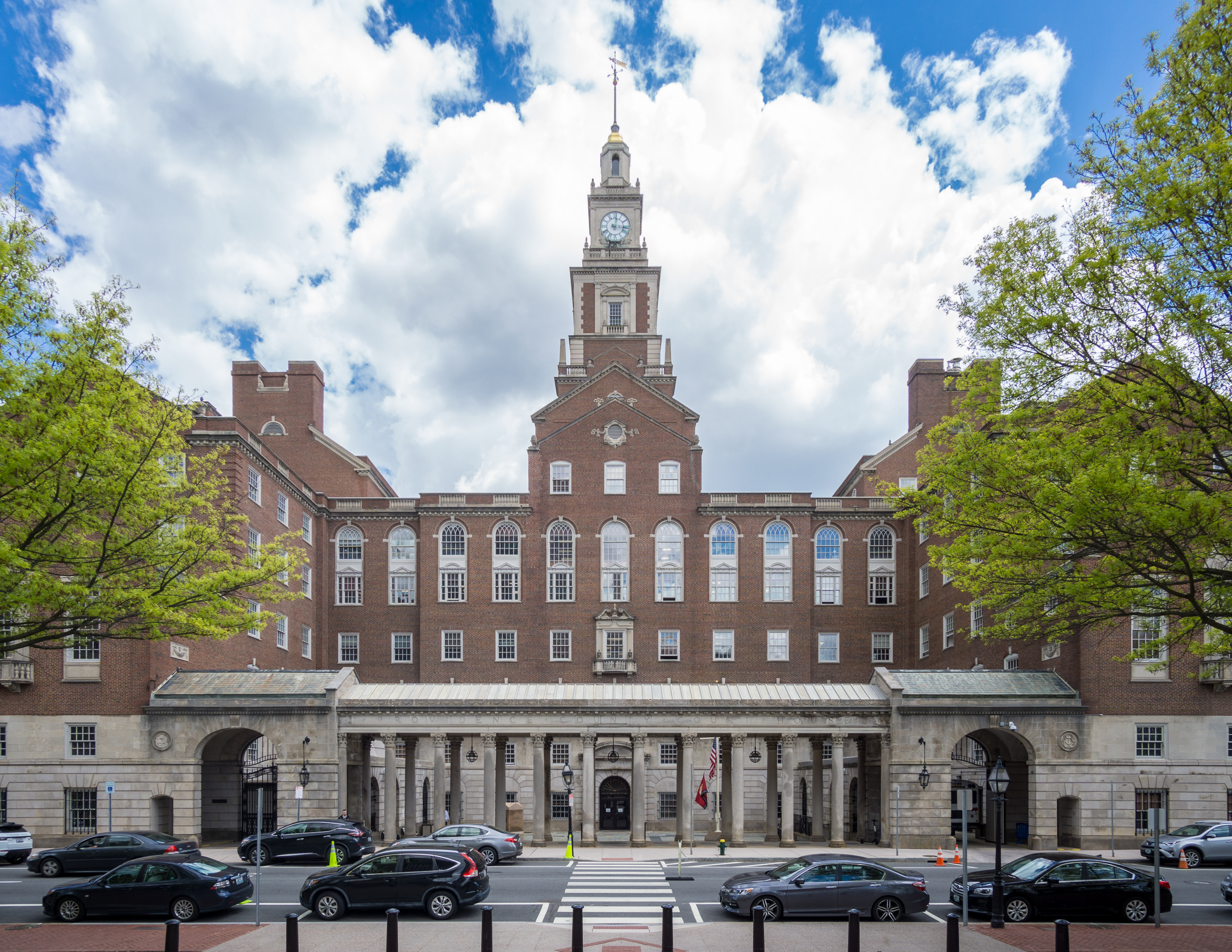
Palacio de Justicia del Condado de Providence

College Hill se divide a lo largo de Angell Street entre Ward One al sur y Ward Two al norte. A partir de 2021, el Distrito Uno está representado en el Ayuntamiento de Providence por John Goncalves y el Distrito Dos por Helen Anthony. Ambos son demócratas.
El edificio público más destacado de College Hill es el Palacio de justicia del condado de Providence, que tiene entradas tanto en South Main Street, al pie de College Hill, como en Benefit Street cuesta arriba. El edificio alberga la Corte Suprema de Rhode Island, la corte de apelaciones más alta del estado, así como la Corte Superior del Condado de Providence y la Oficina del Fiscal General de Rhode Island. Varias cuadras al norte a lo largo de Benefit Street se encuentra Old State House, construida originalmente como Colony House en 1762. Otro edificio público en Benefit Street es el State Arsenal diseñado por Russell Warren en 1839.

## Demografía
El 75,6 % de los residentes de College Hill son blancos, mientras que el 13,6 % son asiáticos, ambos muy por encima de los promedios de la ciudad de 54,5 % y 6,2 %, respectivamente. Los afroamericanos y los hispanos comprenden cada uno alrededor del 5% de la población. Una parte considerable de la población son estudiantes de temporada que asisten a las instituciones académicas locales y residen en viviendas universitarias o arrendamientos.
El ingreso familiar promedio en College Hill es de 121 521 dólares, muy por encima del promedio de la ciudad. Alrededor del 5% de los hogares viven por debajo del umbral de la pobreza. Menos del 1% de los hogares reciben asistencia pública.

## Educación
College Hill alberga el campus principal de la Universidad Brown y la mayor parte de la Escuela de Diseño de Rhode Island, cuyos edificios se encuentran junto a Brown, a lo largo de la ladera occidental de College Hill.
La escuela Moses Brown, en Lloyd Avenue (la cima de College Hill) y la escuela Wheeler, en Hope Street, son escuelas privadas notables en el vecindario. Hope High School está ubicada en la esquina de las calles Hope y Olney, es una de las principales escuelas secundarias públicas de Providence.

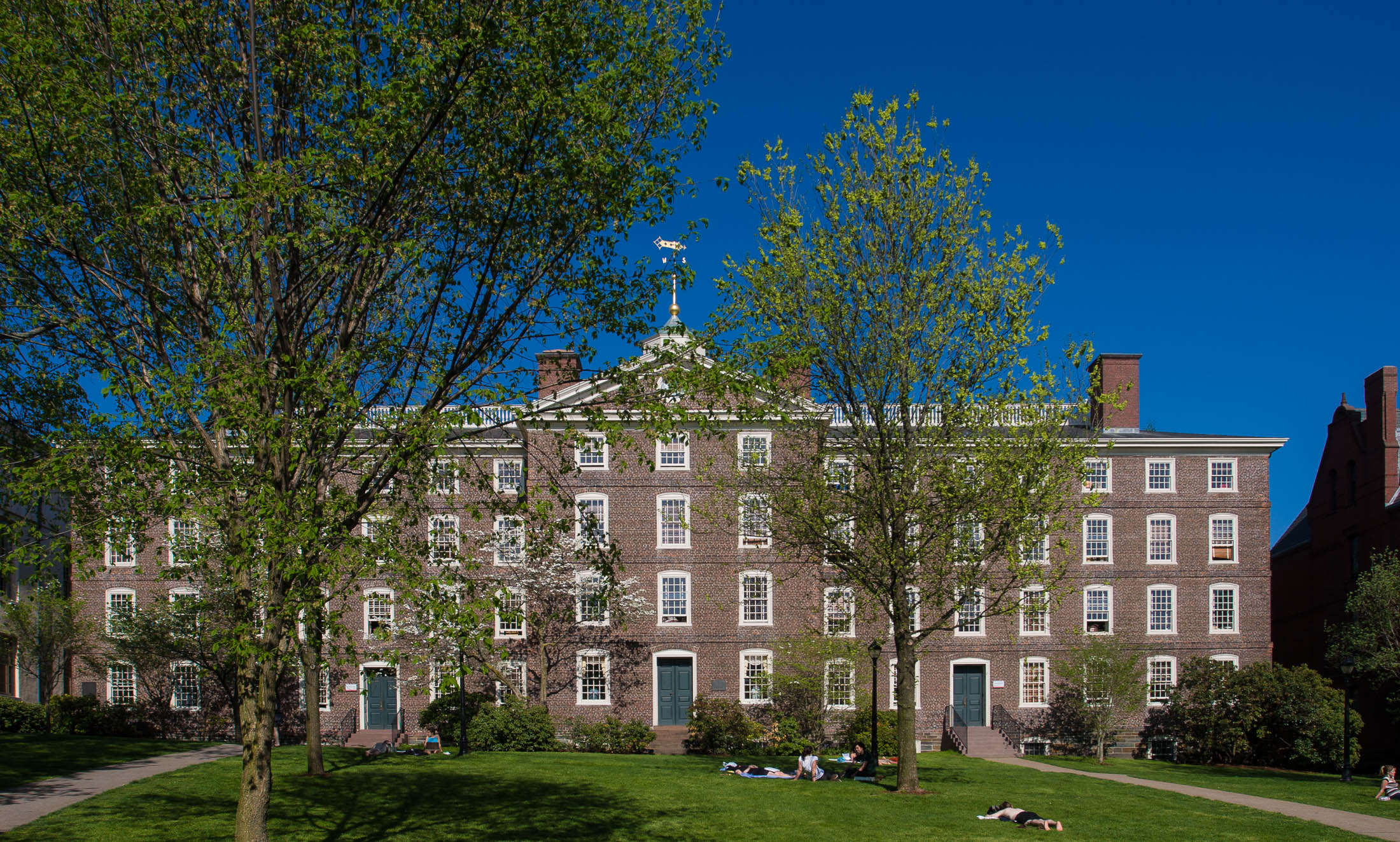
University Hall (1770) en la Universidad Brown
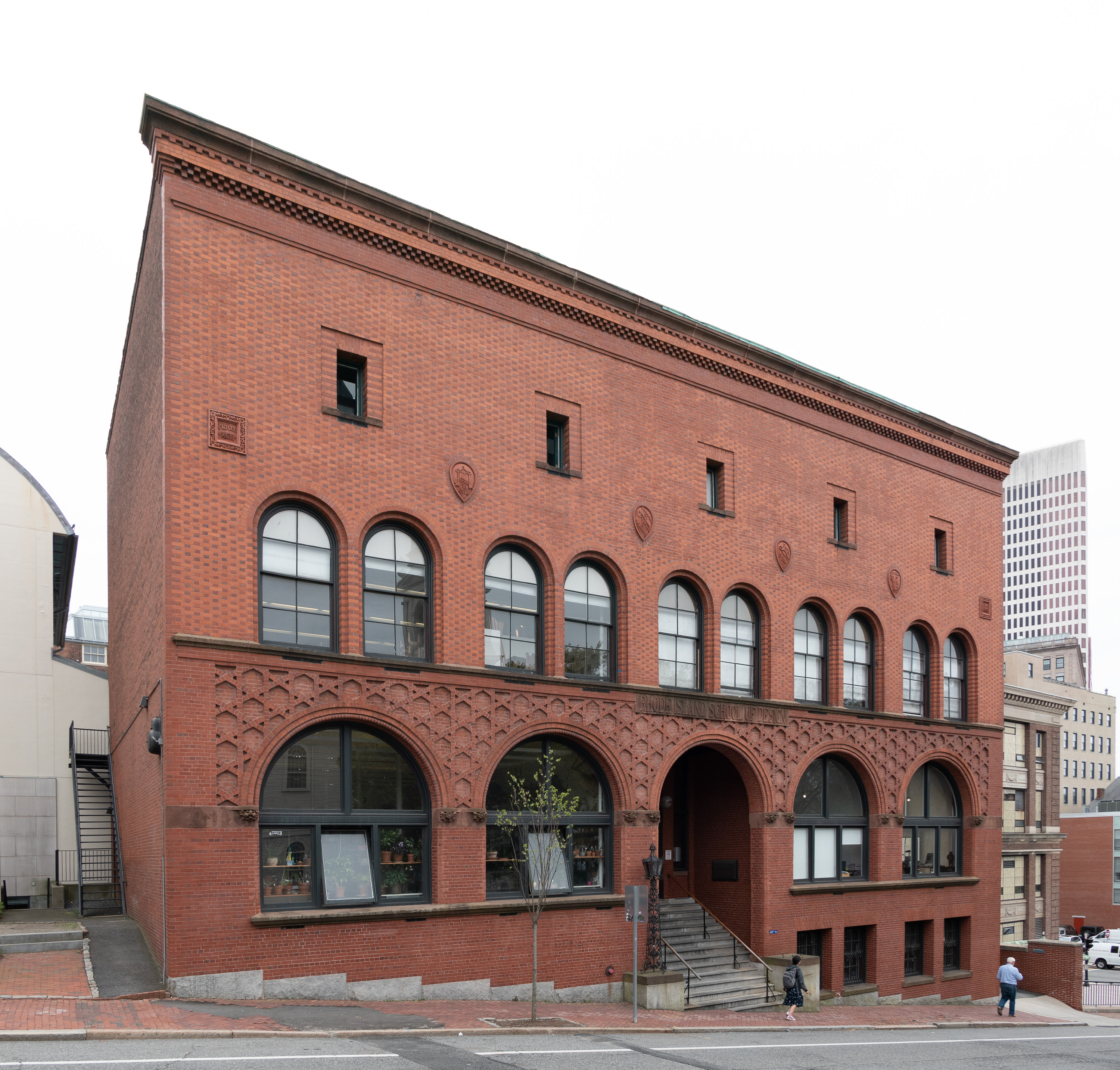
Edificio Waterman de la Escuela de Diseño de Rhode Island (1893)
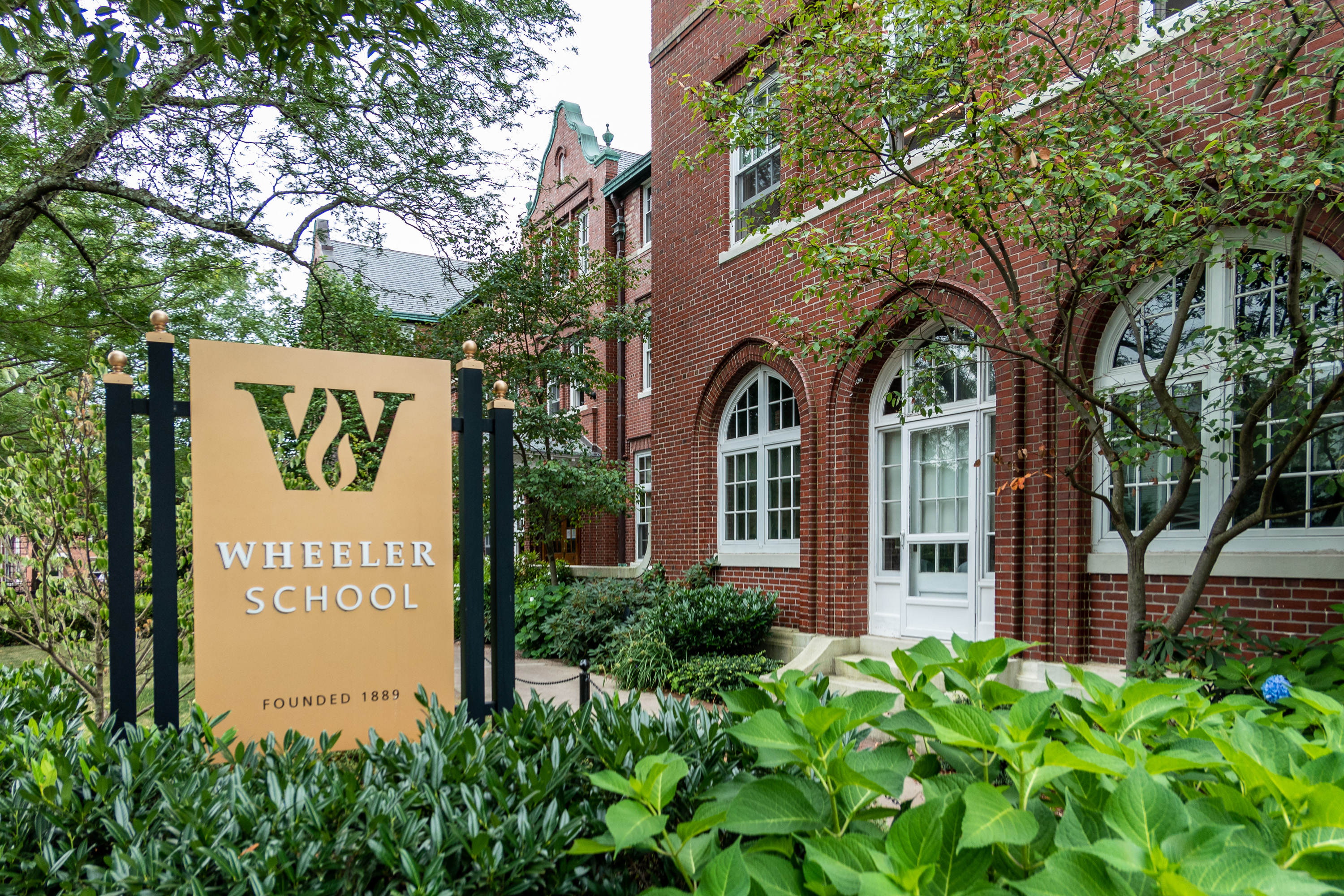
Entrada a la Escuela Wheeler
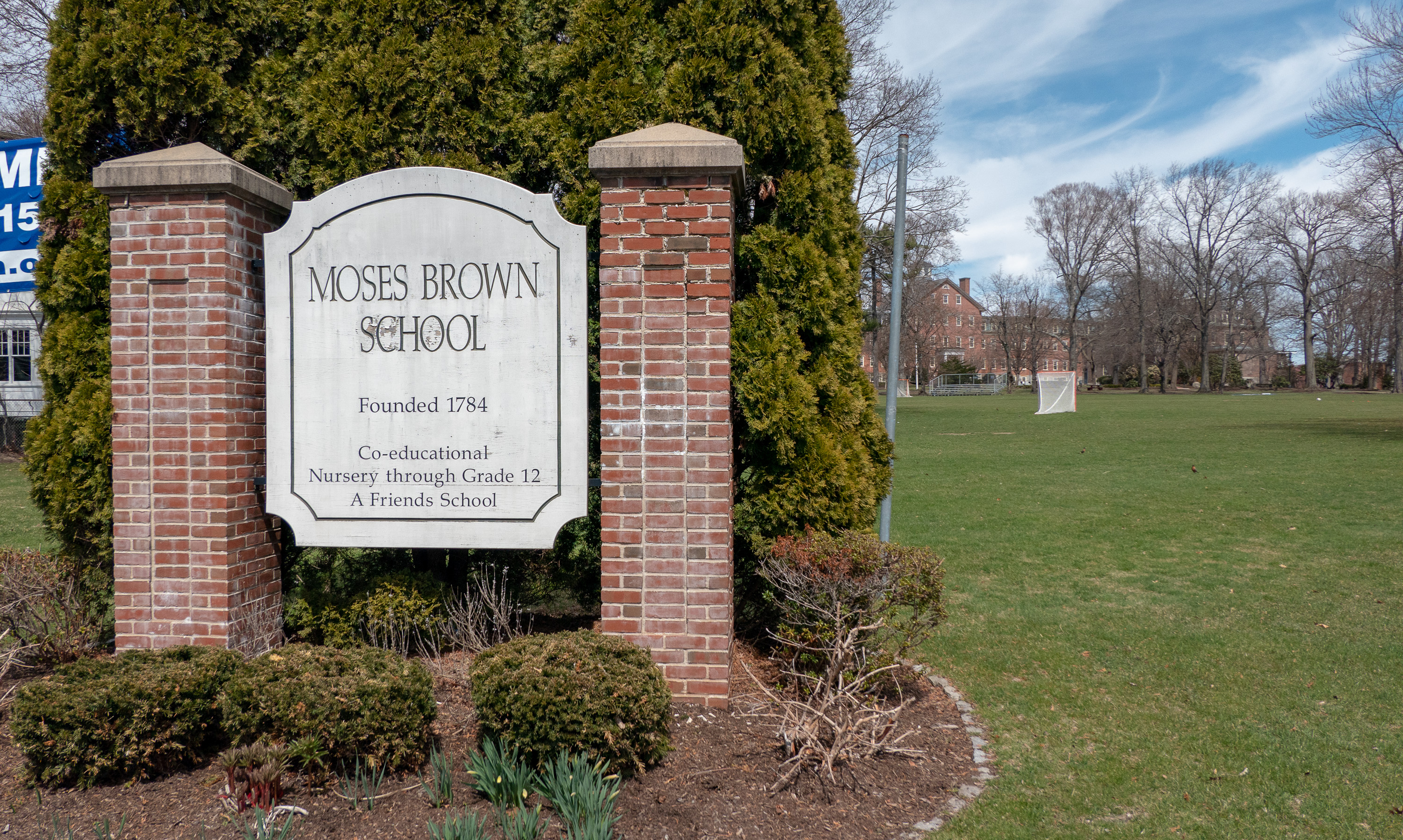
Un letrero en el frente de la escuela Moses Brown
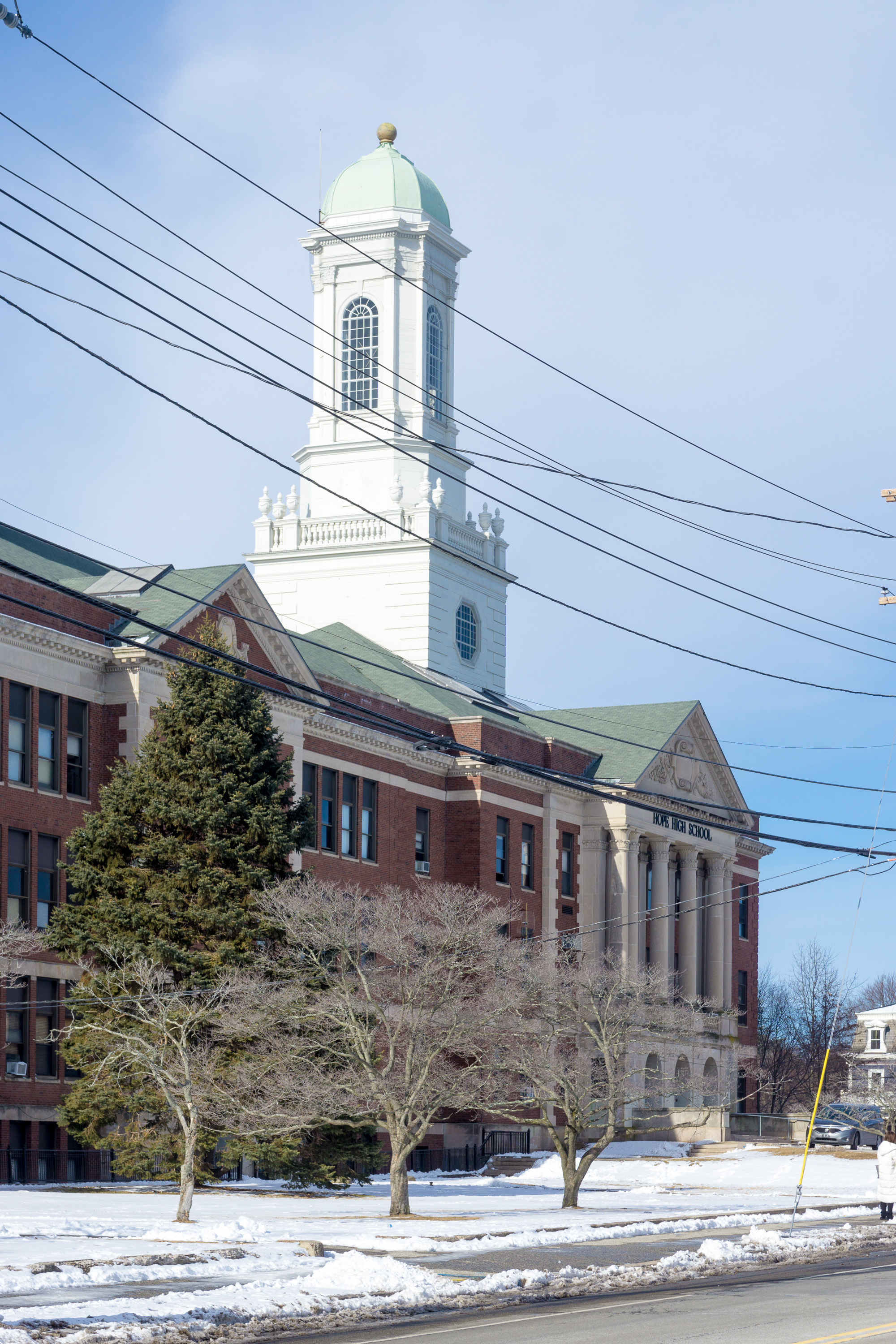
El edificio de 1936 de Hope High School

## Compras y restaurantes

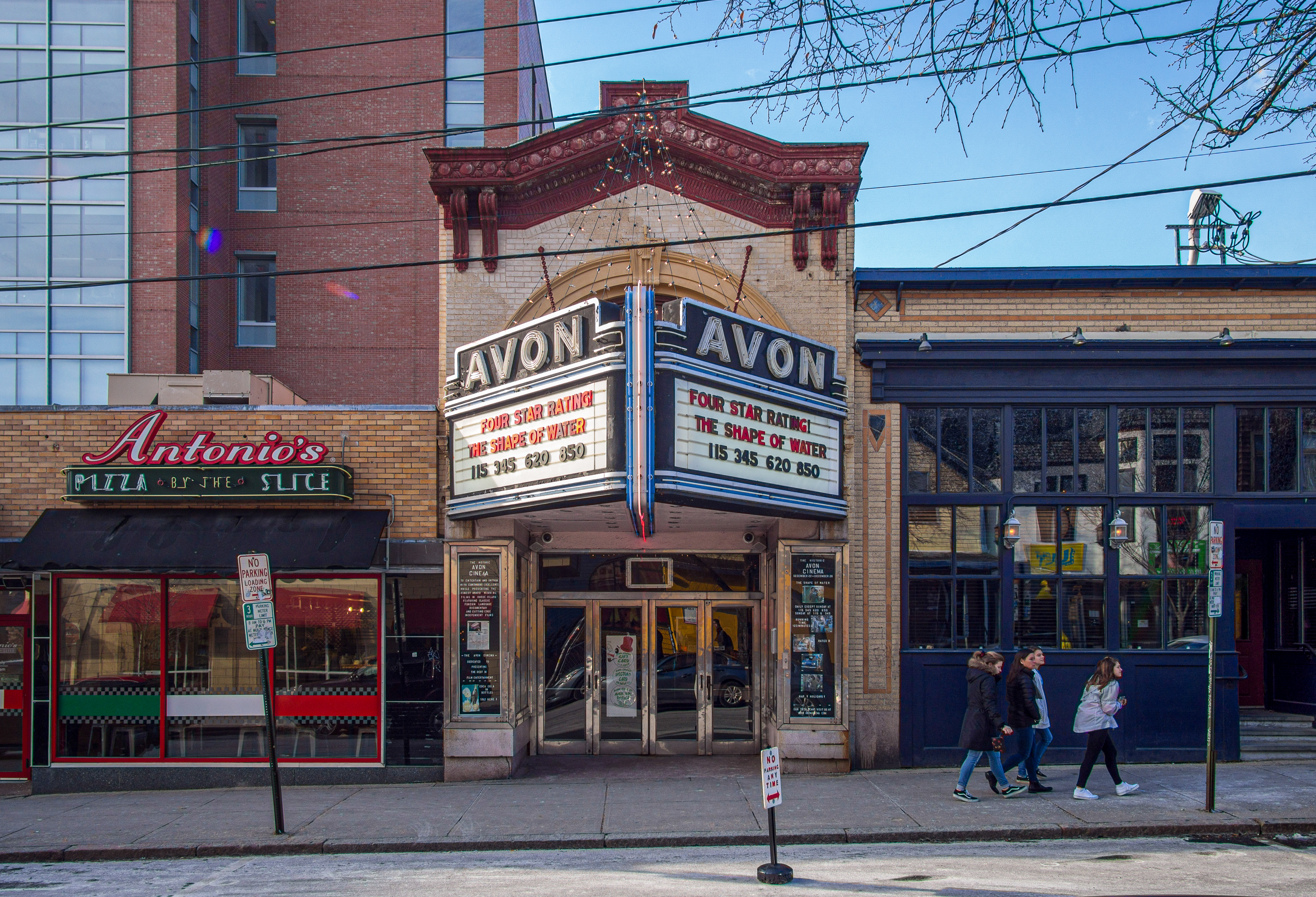
Thayer Street es el área comercial central de College Hill

### Calle Thayer
Numerosos cafés, restaurantes y tiendas se encuentran a lo largo de Thayer Street, junto a la Universidad Brown en Soldier's Arch. Ambas calles albergan numerosas tiendas pequeñas e independientes, aunque Thayer Street tiene algunas cadenas de tiendas. La librería de la Universidad Brown está ubicada en Thayer.
Avon Cinema de Thayer Street, que data de principios del siglo XX, es un hito destacado de College Hill.

## Parques
- Prospect Terrace Park está ubicado en la parte superior de College Hill y permite una vista panorámica del centro de Providence y la ciudad y el condado más allá.
- Riverwalk, ubicado a lo largo del río Providence, es donde se lleva a cabo parte del festival Waterfire.
- El Monumento Nacional Roger Williams está en North Main Street.
- Veterans' Memorial Park and Market Square está entre South Main Street y Canal Street.

## Hitos

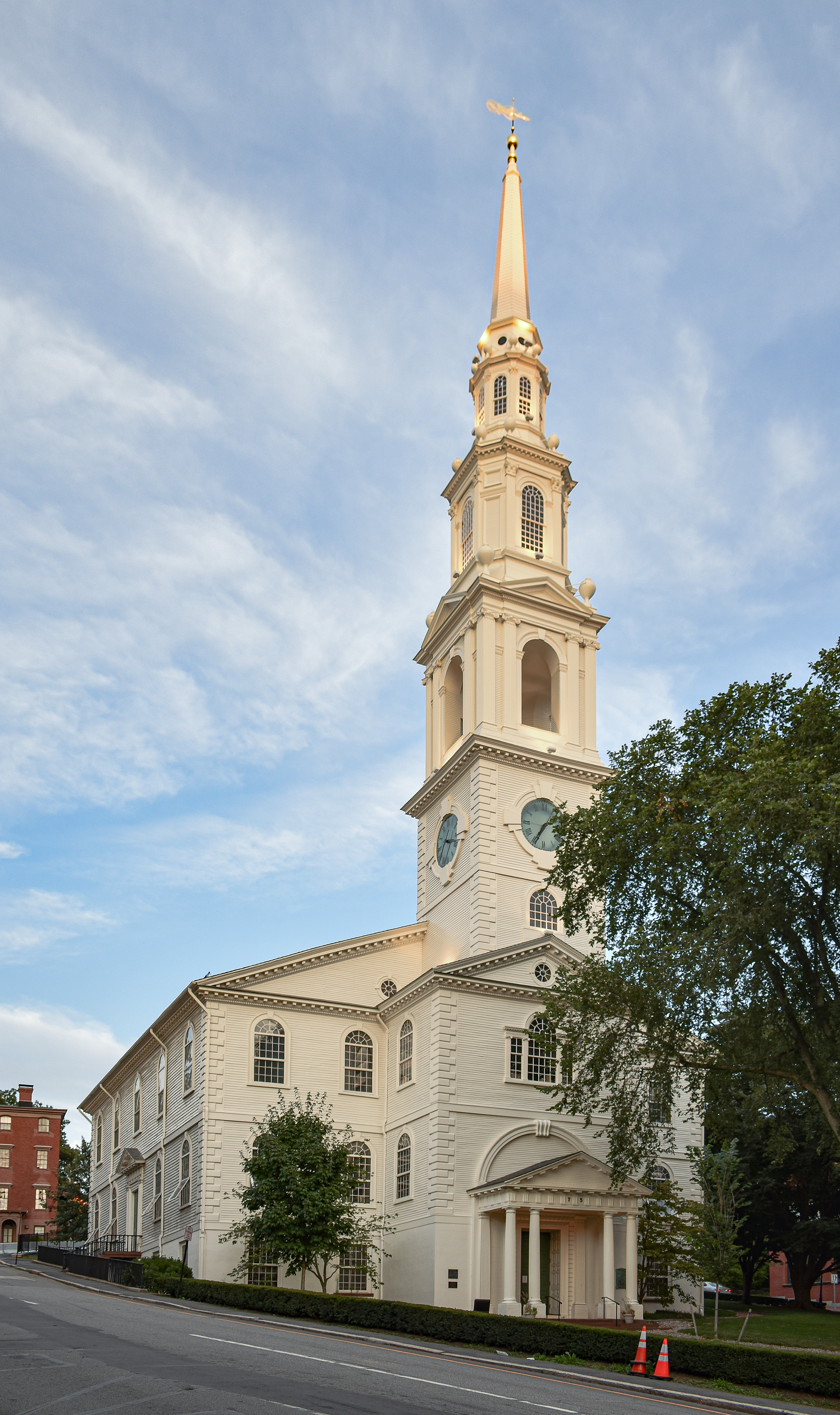
Primera Iglesia Bautista de Providence

La base (borde occidental) de College Hill es la zona más antigua de la ciudad. El distrito histórico de College Hill incluye gran parte del área y ha sido reconocido como un distrito histórico nacional por el Departamento del Interior. La Sociedad de Preservación de Providence y la Sociedad Histórica de Rhode Island han conservado numerosos edificios históricos en el área de College Hill.
Los hitos incluyen:
- Museo de la Escuela de Diseño de Rhode Island
- La antigua casa de estado
- La Primera Iglesia Bautista en América[25]
- La Primera Iglesia de la Ciencia Cristiana en Meeting Street[26] - Una iglesia abovedada en Meeting Street.
- La Iglesia Congregacional Central
- The Providence Athenaeum : la cuarta biblioteca más antigua de Estados Unidos, ubicada en Benefit Street[27]
- Arsenal estatal : una armería en servicio durante la Guerra de Secesión y el cuartel general original de la Policía Estatal de Rhode Island[28]
- La casa evitada
- Casa del Dr. Willett, 10 Barnes Street
- Casa de barrio, 140 Prospect Street
- Lugar de nacimiento de H. P. Lovecraft, 456 Angell Street (anteriormente 194 Angell Street)
- Market House

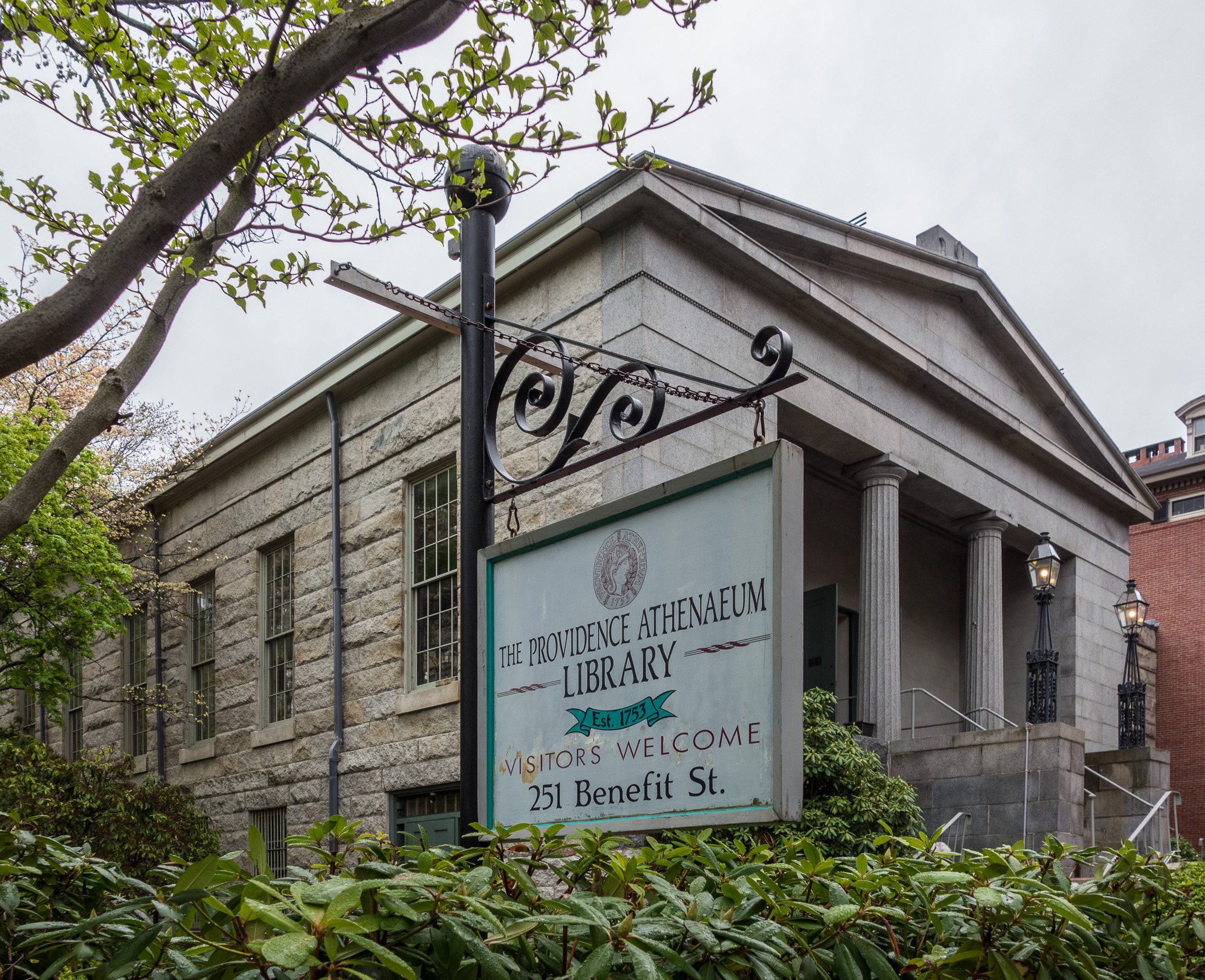
El Ateneo de la Providencia
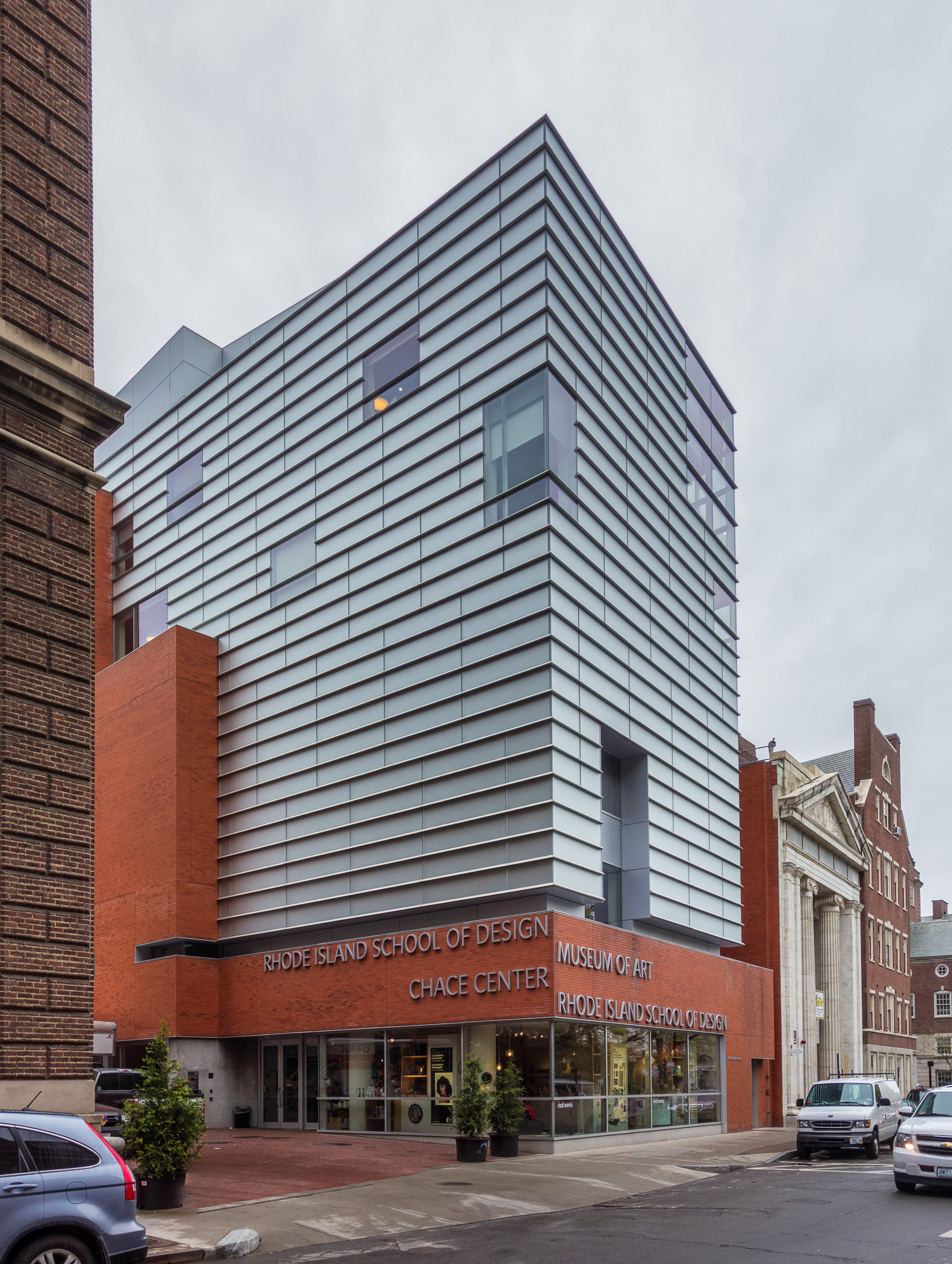
El Museo de Arte RISD
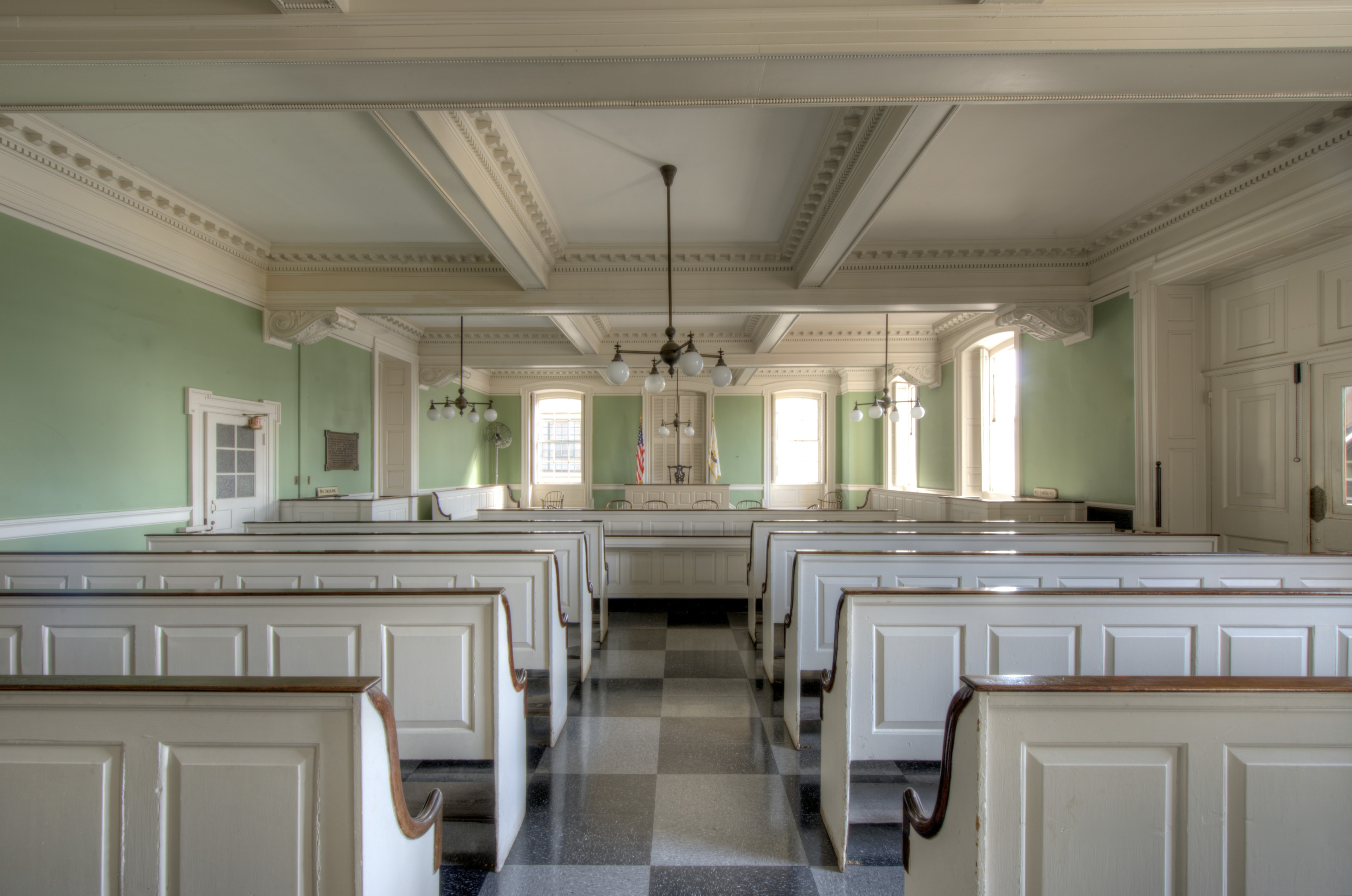
La antigua Casa del Estado
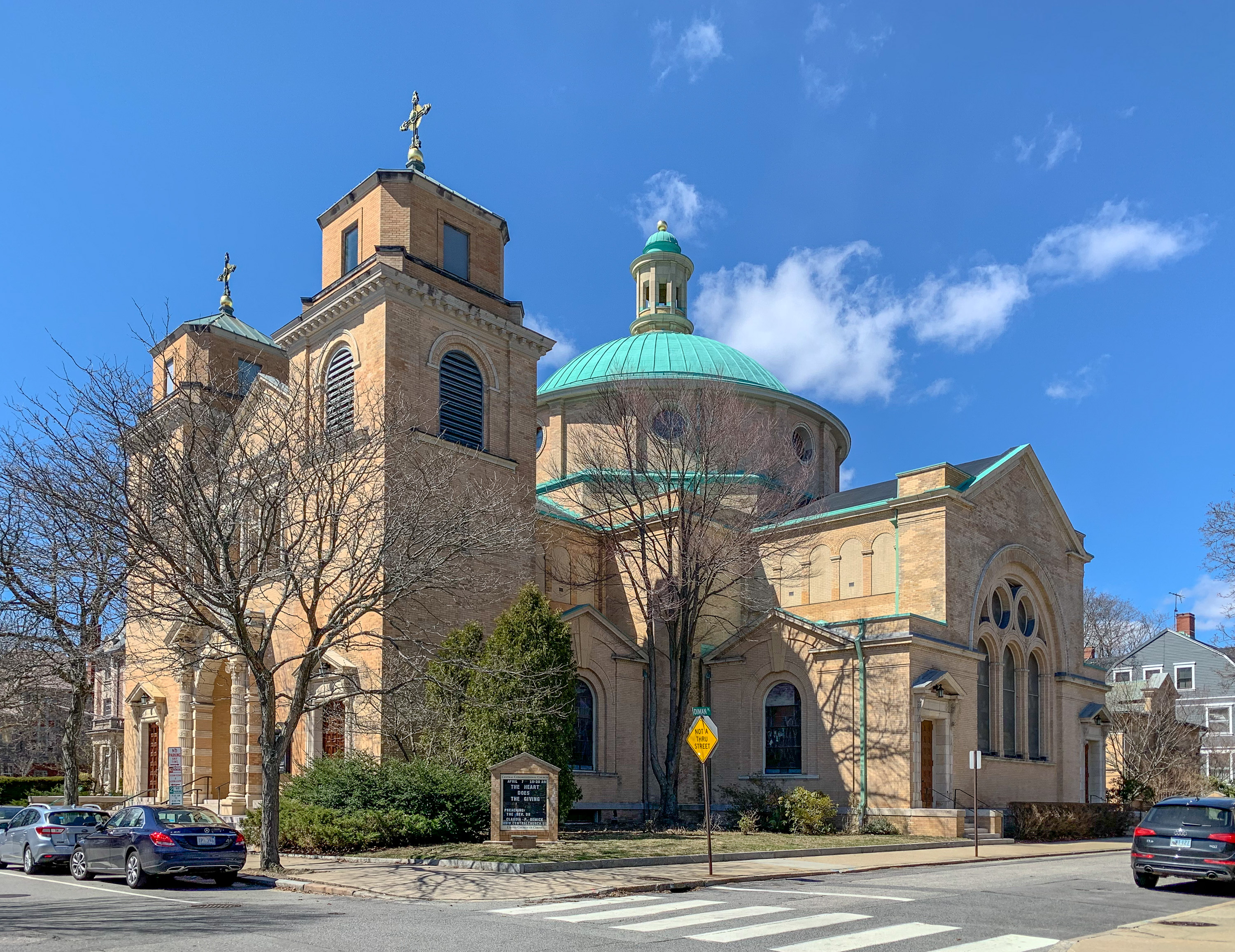
La Iglesia Congregacional Central
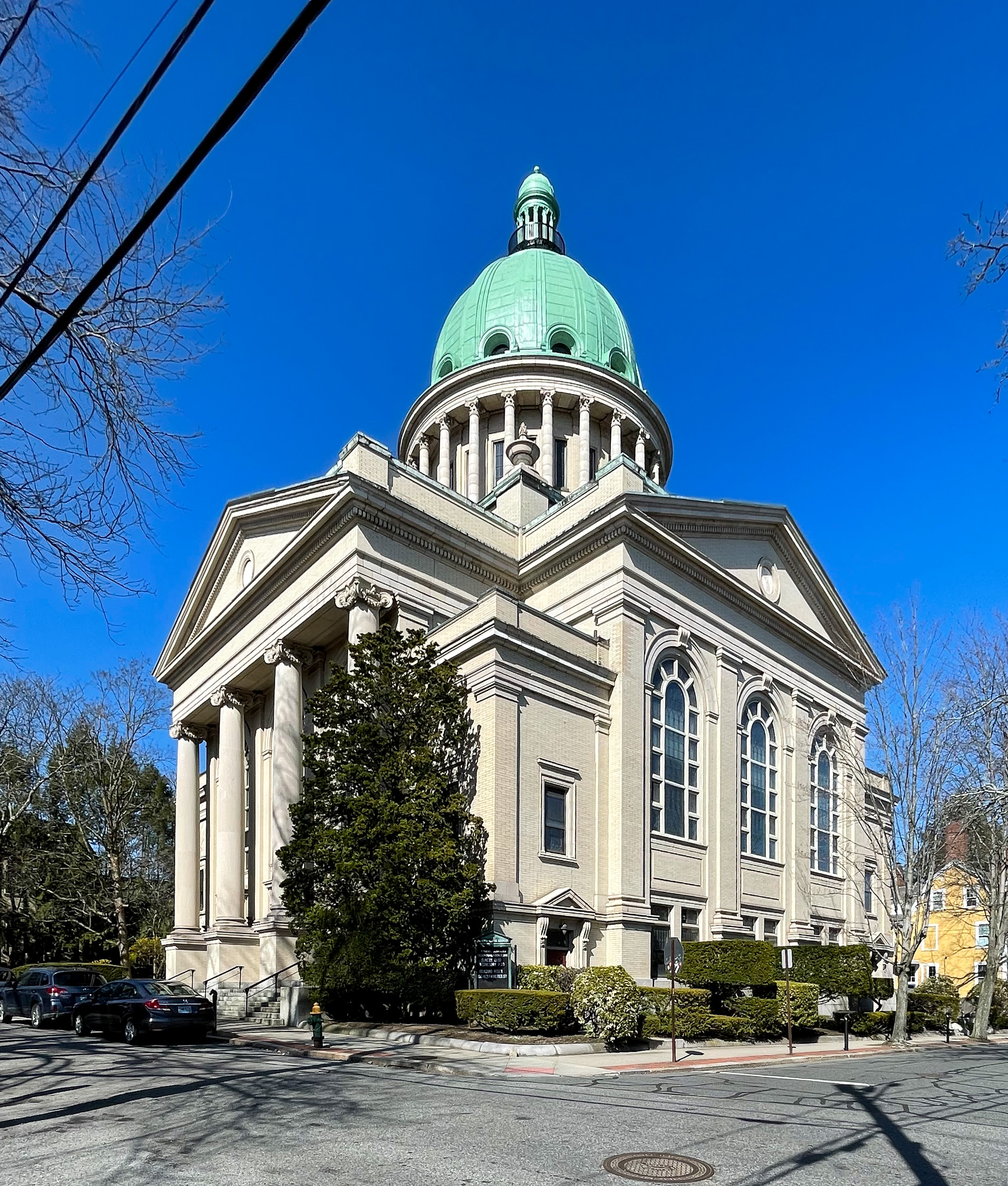
Primera Iglesia de Cristo Científico

## College Hill en la cultura popular
- La casa evitada, un cuento de H. P. Lovecraft
- El caso de Charles Dexter Ward, una novela de H. P. Lovecraft
- El diablo viste de Prada una novela de Lauren Weisberger
- Underdog, una película de superhéroes
- Lugares de escenas de Family Guy, que incluyen la Universidad Brown, el Parque Nacional Roger Williams, la Casa de John Brown, la Estación de Bomberos de Providence No. 5 y el mirador de North Main
- Providence Athenaeum, lugar donde Sarah Helen Whitman rompió su relación con Edgar Allan Poe

## Residentes notables
- Ambrose Burnside (oficial militar, político, armas de fuego, ejecutivo ferroviario)[29][30]
- Stephen Hopkins (político)
- Sarah Helen Whitman